# Рудаков, Михаил Васильевич
Михаил Васильевич Рудаков (1905-1979) — генерал-лейтенант Вооружённых Сил СССР.

## Биография
Михаил Рудаков родился в 1905 году.
С 1923 года — на службе в РККА.
С 1926 года — член ВКП(б)/КПСС.
В 1938 году окончил Военно-политическую академию имени В. И. Ленина, в 1952 году — Высшую военную академию имени К. Е. Ворошилова.
С 1939 года — начальник политотдела 11-й армии ВС СССР. 
В ходе Великой Отечественной войны (1941—1945) — член Военного совета 27-й (4-й ударной) армии (с сентября 1941 года), начальник Политуправления Юго-Западного фронта (с ноября 1942 года), 3-го Украинского фронта (с октября 1943 года), член Военного совета 3-го (с апреля 1944 года) и 1-го (с ноября 1944 года) Прибалтийских фронтов, с февраля 1945 года — Земландской группы войск.
После войны находился на политической работе в Вооружённых силах СССР. 
С начала 1964 года занимал должность заместителя начальника Военного факультета при Московском финансовом институте по политической части.  
В октябре 1969 года был уволен в отставку.
Умер в 1979 году в Москве. Похоронен на Введенском кладбище (18 уч.).

## Награды
- Два Ордена Ленина
- Четыре Ордена Красного Знамени
- Орден Кутузова 1-й степени
- Орден Отечественной войны 1-й степени
- Орден Трудового Красного Знамени
- Медали

## Сочинения
- Рудаков М. В. Роль военных советов фронтов и армий в руководстве боевыми действиями партизан в годы Великой Отечественной войны. // Военно-исторический журнал. — 1962. — № 7. — С.3-14.
- Рудаков М. В., Колесниченко И., Лунин В. Некоторые вопросы политорганов в годы иностранной военной интервенции и гражданской войны. // Военно-исторический журнал. — 1962. — № 8. — С.3-12.
- Рудаков М. В., Лунин В. Партийно-политическая работа в битве под Курском. // Военно-исторический журнал. — 1963. — № 6. — С.26-34.
- генерал-лейтенант М. В. Рудаков. Боевые дела снайперов // "Военно-исторический журнал", № 3, 1972. стр.56-60